# Simone Biasci
Simone Biasci (* 6. April 1970 in Pontedera, Italien) ist ein ehemaliger italienischer Radrennfahrer.
Nach seinem Sieg bei der 2. Etappe der Friedensfahrt 1991 wurde Biasci in der Saison 1992 Profi bei der Mannschaft Mercatone Uno-Zucchini-Mendeghini, welche später Saeco-AS Juvenes San Marino hieß. Die wichtigsten Erfolge seiner Laufbahn war der Sieg beim Halbklassiker Trofeo Matteotti, ein Etappensieg bei der Vuelta a España 1994 und die zwei Etappensiege bei der Katalonien-Rundfahrt im selben Jahr. Mit der Tour de France 1996 beendete er eine Grand Tour als 126. Platz.
Zur Saison 1997 wechselte Bisaci zu Kross-Montanari-Selle Italia. Danach fuhr er nicht mehr für bei der Union Cycliste Internationale registrierte Teams. Er gewann bis 2006 noch insgesamt drei Etappen der Vuelta a Cuba und eine Etappe der Tunesien-Rundfahrt.

## Erfolge
1988
- Italienischer Meister – Straße (Junioren)

1991
- eine Etappe Internationale Friedensfahrt

1992
- Trofeo Matteotti

1994
- eine Etappe Vuelta a España
- zwei Etappen Katalonien-Rundfahrt

1996
- eine Etappe Vuelta a Asturias
- eine Etappe Settimana Ciclistica Bergamasca

2003
- eine Etappe Vuelta a Cuba

2004
- eine Etappe Tunesien-Rundfahrt

2005
- eine Etappe Vuelta a Cuba

2006
- eine Etappe Vuelta a Cuba